# 光本幸子
光本 幸子（みつもと さちこ、1943年8月25日 - 2013年2月22日）は、日本の女優。身長162cm。

## 来歴
東京都出身。上野学園高等学校音楽科を1962年に卒業。幼年より舞踊家の六代目藤間勘十郎に師事。勘十郎と親交のあった初代水谷八重子の目に留まり新派入りし、明治座の舞台『望郷の歌』（1955年）にて子役デビュー。
1969年、『男はつらいよ』初代マドンナ・冬子役に起用され、映画初出演。
結婚（明治座社長と結婚するも、28年後に離婚）・育児による休業を挟むも、1984年5月に舞台『陽暉楼』（新橋演舞場）で復帰。
復帰後は舞台を中心とした活動だったが、テレビドラマや映画に時折出演していた。復帰後の一時期、光本采雉子と改名していた。
趣味は温泉旅行と食べ歩き。
日本舞踊・藤間流勘十郎派の名取であり、藤間勘十紫の別名を持っていた。
寅さん記念館で開かれた渥美清の法要には2002年の7回忌、2008年の13回忌、2012年の17回忌共に参加している。
2013年2月22日午後6時10分、食道癌により東京都台東区内の病院で死去。69歳没。前年12月15日に都内の映画館「銀座シネパトス」で行われた『男はつらいよ』のトークショーに出演したのが最後の公の場だった。戒名は「麗光院演妙真幸大姉（れいこういんえんみょうしんこうだいし）」。『男はつらいよ』の監督・山田洋次は、「劇団新派で鍛えられた演技力の確かさと、背筋の通った凜とした美しさは、その後48作続くことになったシリーズの初代マドンナにふさわしいものでした。本当に残念です」とコメントした。

## 出演作品

### 舞台
- 「伊豆の踊子」（川端康成原作、北条誠脚本、新橋演舞場、1957年）
- 「維新の若人」（東京明治座、1967年)
- 「新納(にいろ)鶴千代」（明治座、1969年) ‐菊姫
- 「細雪」（谷崎潤一郎原作、菊田一夫脚本、御園座、1970年） - 雪子
- 「 忠臣蔵異聞 薄桜記」（東京明治座、1971年） - 千春
- 「大岡政談 魔像」(東京明治座、1972年)  - お弦
- 「雪国」（川端康成原作、1973年） - 駒子
- 独り芝居「あこがれいずる魂」〜六条御息所物語〜 藤田舞台（2006年）
- 「ほろほろ」本多劇場（2006年）
- 独り芝居「あこがれいずる魂」〜六条御息所物語〜 銕仙会能楽研修所（2006年）
- 忠臣蔵外伝「その前夜」三越劇場（2006年）
- 「売らいでか -亭主売ります-」梅田芸術劇場（2007年）
- 独り芝居「あこがれいずる魂」〜六条御息所物語〜 祝言寺本堂（2008年）
- 詠み語り「おっ母、すまねえ」お江戸日本橋亭（2008年）
- 藤沢周平劇場「山桜」「時雨みち」劇団若獅子公演 三越劇場（2008年）
- PRODUCE UNIT JOE Company 8 『THE KIDS』（2010年8月25-29日、本多劇場）

### テレビ
- 文芸劇場 兄いもうと（NET、1959年）
- 青年同心隊 第5話「サノ金、がんばる」（1964年、TBS）- おれん
- 連続テレビ小説 たまゆら（NHK、1965年） - 矢野すみ子
- 丹下左膳（TBS、1965年 - 1966年） - 萩乃
- 大岡政談 池田大助捕物帳（NHK、1966年）
- はまぐり大将（日本テレビ、1970年） - 加代
- 人形佐七捕物帳（NET、1971年） - お粂
- おにぎり母さん（TBS、1971年）
- みんなで7人（TBS、1972年） - 木下道子
- 大いなる旅路（日本テレビ、1972年） - 砂田美弥
- 新選組（フジテレビ、1973年） - おたか
- あんたがたどこさ 第1シリーズ（TBS、1973年 - 1974年） - 青木雪江/酒出雪江
- 真珠夫人（TBS、1974年）
- 江戸っ子青春期（NHK、1985年）
- 武蔵坊弁慶（NHK、1986年） - 八条女院
- イキのいい奴（NHK、1987年 - 1988年） - 一柳の女将
- 女はいつも涙する 代議士の妻たち（TBS、1988年） - 清原久代
- 必殺スペシャル・秋! 仕事人vsオール江戸警察（テレビ朝日、1990年） - 駒吉（お駒）
- 鬼平犯科帳 第2シリーズ（フジテレビ、1991年） - お百
- 必殺仕事人・激突!（テレビ朝日、1991年 - 1992年） - お歌
- 鬼平犯科帳 第4シリーズ（フジテレビ、1993年） - お栄
- 暴れん坊将軍V 第7話「母の願いは人斬り稼業！？」 （テレビ朝日、1993年） - 菊江
- 家栽の人（TBS、1993年）
- 熱血母さん事件簿2（TBS、1993年）
- 名奉行 遠山の金さん 第5シリーズ 第15話「桜吹雪の刺青をいれた女」（1993年、テレビ朝日 / 東映） - お紋
- 番茶も出花（TBS、1997年 - 1998年） - リキ

### 映画
- 男はつらいよ（1969年） - 坪内冬子
- いつか来るさよなら（1969年） - 千田由里子
- なにがなんでも為五郎（1970年） - 千代
- やるぞみておれ為五郎（1971年） - お蝶
- 男はつらいよ 奮闘篇（1971年） - 坪内冬子
- 花も実もある為五郎（1971年） - おきく
- 初笑いびっくり武士道（1972年） - 松葉屋およう
- 快感旅行（1972年） - 内海千代
- 舞妓はんだよ全員集合!!（1972年） - 幾松
- 必殺!5 黄金の血（1991年） - お歌
- 男はつらいよ 寅次郎の縁談（1993年） - 坪内冬子
- シベリア超特急2（2001年） - 立花迪子
- 隠し剣 鬼の爪（2004年） - 伊勢屋のおかみ

## 受賞歴
- 第22回菊田一夫演劇賞（平成8年度新橋演舞場新派公演にて受賞）（1996年）
- 第11回日本映画批評家大賞 ゴールデン・グローリー賞（2001年）[5]